# Landschaftsgarten Aggerbogen
Der Landschaftsgarten Aggerbogen ist eine naturnah gestaltete Auenlandschaft an dem Fluss Agger bei Lohmar-Wahlscheid.

## Geographie
Der Landschaftsgarten Aggerbogen erstreckt sich entlang der Bundesstraße 484 (B 484) und beiderseits der Agger von Wahlscheid-Aueler Hof bis Wahlscheid-Schiffarther Straße.

## Gestaltung
- Rechtes Aggerufer

Rechts der Agger führt ein größtenteils nicht asphaltierter Weg von der Schiffarther Straße bis zum Hammerwerk. Steile bewaldete Berghänge in Richtung Lohmar-Spechtsberg und einzelne Baumgruppen mit Feuchtwiesen zur Agger in Richtung Wahlscheid geben dem Weg eine natürliche Ausstrahlung. Der Steffensbach fließt der Agger als orographisch rechter Nebenfluss im Aggerbogen zu. Mindestens drei weitere namenlose Bachläufe münden nach dem Steffensbach ebenfalls von rechts in die Agger.
- Linkes Aggerufer

Links der Agger führt ein im April 2009 großzügig asphaltierter Weg von der Schiffarther Straße unterhalb der hölzernen Aggerbrücke zum Aggerbogen. Von dort gehen zwei Wege um einen Sportplatz herum. Zur Agger hin steht die Naturschule Aggerbogen. Der Weg führt unter eine Unterführung der B 484 nahe dem Aueler Hof. Das Aggerufer ist dicht bewachsen. Entlang des Aggerufers haben die Bäume Alleencharakter, aber auch markante Einzelbäume und Baumgruppen prägen die Landschaft. Nach Schiffarth hin gibt es eine große Wiesenfläche, die für Schafshaltung genutzt wird. Landschaftstechnisch sehr aufwändig gestaltet sind dort auch Feuchtbiotope, Fluträume und Benjeshecken angelegt worden bzw. alte Überflutungsräume wurden bewahrt. Entlang der B 484 ist noch ein weiterer Weg angelegt. Er führt vom Parkplatz nahe Aueler Hof zur Unterführung der B 484 nahe dem Forum Wahlscheid.

## Geschichte
Bevor der Landschaftsgarten Aggerbogen in den 1990er Jahren geschaffen wurde, wurden die Aggerufer, insbesondere das linke Aggerufer zu Wahlscheid hin, von Campern für Freizeitaktivitäten genutzt. Hierbei blieben jedoch häufig zerbrochene Bierflaschen, Grillreste wie Kohle u. ä. auf den Wiesen zurück. Mit der Schaffung des Landschaftsgartens Aggerbogen verband sich das Verbot, das Gebiet motorisiert zu durchqueren oder zu campen.
Große Mengen an Bäumen wurden gepflanzt, Feuchtbiotope angelegt. Durch den Aggerverband wurden die Nebenflussläufe teilweise renaturiert. Die Naturschule Aggerbogen lehrt seit 1992 die Menschen Umweltbildung. Die Angebote für Kinder als auch Erwachsene sind vielfältig und umfassen z. B. Wassergütebestimmung, Bootstouren auf der Agger, Hochseilgarten über die Agger, Wanderungen in der nahen Natur u. v. m.

## Kritik
Obwohl das Gebiet als Naturschutzgebiet ausgewiesen ist, wird seit einigen Jahren wieder vermehrt Müll von den Menschen hinterlassen. Die Wege werden verlassen, um die Ufer zu erreichen, dabei wird keine Rücksicht auf die Pflanzen und Tiere genommen.
Auch die Nutzung des Aggerbogens als Naherholungsgebiet mit Sportplatz im Naturschutzgebiet wird durchaus nicht nur positiv gesehen. Des Weiteren wird die Ausbreitung von sog. Neophyten wie Drüsiges Springkraut oder dem Riesenbärenklau kritisch gesehen.

## Entwicklungen
Nachdem bekannt wurde, dass die vom Aggerverband betriebene Kläranlage Wahlscheid an der B 484 gegenüber dem südlichen Wahlscheid 2010 abgerissen werden soll, wurde der Plan gefasst, möglicherweise den Landschaftsgarten Aggerbogen auf die Wiesenfläche der Kläranlage auszudehnen. Damit würde dem Naturschutz in Lohmar ein noch größerer Raum gewidmet. Mit der Ausdehnung des Landschaftsgartens Aggerbogen würde auch der Hohner Bach, ein linker Nebenfluss der Agger, Teil desselben werden.

## Radwege/Fußwege
Mit Erneuerung der Asphaltdecke des Weges am linken Aggerufer im Bereich des Landschaftsgartens Aggerbogen bei Lohmar-Wahlscheid, dem Ausbau des Radwegenetzes entlang der B 484 nach Overath und der Neugestaltung der Wege entlang der Agger bei Lohmar-Donrath und Lohmar-Reelsiefen besteht in Lohmar für Radfahrer wie Fußgänger die Möglichkeit, lange Strecken entlang der Agger bequem zurückzulegen.

## Tourismus
Der Landschaftsgarten Aggerbogen ist jedem Besucher frei zugänglich.